# Condado de Madison (Misuri)
El condado de Madison (en inglés: Madison County), fundado en 1818, es uno de 114 condados del estado estadounidense de Misuri. En el año 2008, el condado tenía una población de 12,276 habitantes y una densidad poblacional de 9 personas por km². La sede del condado es Fredericktown. El condado recibe su nombre en honor al Presidente de los Estados Unidos James Madison.

## Geografía
Según la Oficina del Censo, el condado tiene un área total de 1289 km² (497,7 mi²), de la cual 1287 km² (496,9 mi²) es tierra y 2 km² (0,8 mi²) (0.17%) es agua.

### Condados adyacentes
- Condado de Saint François (norte)
- Condado de Perry (moreste)
- Condado de Bollinger (este)
- Condado de Wayne (sur)
- Condado de Iron (oeste)

## Demografía
Según la Oficina del Censo en 2000, los ingresos medios por hogar en el condado eran de $30,421, y los ingresos medios por familia eran $37,474. Los hombres tenían unos ingresos medios de $27,670 frente a los $15,909 para las mujeres. La renta per cápita para el condado era de $15,825. Alrededor del 17.20% de la población estaban por debajo del umbral de pobreza.

## Transporte

### Carreteras principales
- U.S. Route 67
- Ruta 72

## Localidades
| - Castor Station - Cobalt - Fredericktown | - Junction City - Marquand - Millcreek | - Mine La Motte - Oak Grove - Saco | - Zion |